# Filóc
Filóc (szlovénül: Filovci) falu Szlovéniában, Muravidéken, Pomurska régióban.  Közigazgatásilag Alsómaráchoz tartozik.

## Fekvése
Muraszombattól 10 km-re keletre a Dobronaki-völgyben a Mártonhely-Dobronak közötti út mentén fekszik.

## Története
Területén már a történelem előtti időben éltek emberek. Ezt bizonyítják a késő kőkorszakból és a rézkorból származó régészeti leletek. A római korból halomsírok maradtak fenn.
A falu első írásos említése 1322-ben "Fyloch" alakban történt. 1355-ben "Philauch" néven szerepel. 1366-ban Salamonvári Salamon fiára Jánosra hagyja az I. Lajos magyar királytól nyert birtokokat, köztük "Poss. Filouch" birtokát is. 1379-ben már a Haholt-Buzád nemzetségből való alsólendvai Bánfi család birtoka.
1381-ben "Phyloch", 1411-ben és 1428-ban "Poss.Fyloch", 1524-ben "Phylowcz" alakban szerepel korabeli forrásokban. Nemti várához tartozott. A település neve valószínűleg a Fülöp keresztnév egy szláv alakjából alakult ki.
Vályi András szerint " FILÓSZ. Filovecz. Tót falu Szala Vármegyében, földes Ura Hertzeg Eszterházy Uraság, lakosai katolikusok, fekszik Bagonyához közel, Dobronaktól fél mértföldnyire. Határja hegyes, és a’ vizek által hordattatott követsek miatt soványas, szőleje meglehetős borokat teremnek, eladásra való módgya is van, harmadik Osztálybéli."
Fényes Elek szerint " Filócz, vindus-tót falu, Zala vármegyében, 434 kath. lak. F. u. h. Eszterházy. A. Lendvához 2 óra."
Egykor nevezetes fazekas falu volt, az első világháború előtt még 60 fazekas élt és dolgozott a településen. Jellegzetessége a fekete kerámia volt. 1910-ben 795, túlnyomórészt szlovén lakosa volt. A trianoni békeszerződésig Zala vármegye Alsólendvai járásához tartozott, 1919-ben átmenetileg a de facto Mura Köztársaság része lett. Még ebben az évben a Szerb–Horvát–Szlovén Királysághoz csatolták, ami 1929-től Jugoszlávia nevet vette fel. 1941-ben átmeneti időre ismét Magyarországhoz tartozott, 1945 után visszakerült jugoszláv fennhatóság alá. 1991 óta a független Szlovénia része. 2002-ben 486 lakosa volt. A régi falu majdnem elpusztult, a megmaradt régi házak kulturális műemlékek, melyekben múzeum működik.

## Nevezetességei
- 19. és 20. századi fazekas házak. Fazekas múzeum., fekete kerámia.
- Római kori halomsírok.
- Szűz Mária tiszteletére szentelt kápolnája a 19. században épült.
- 19. és 20. századi borospincék.

## Híres emberek
- Itt született 1879-ben Oslay József Osvald katolikus pap, ferences szerzetes, tartományfőnök.
- Itt született 1883. szeptember 22-én Oslay Ferenc magyarországi szlovén történész, író.